# Asagiri (lớp tàu khu trục)
Tàu khu trục lớp Asagiri (tiếng Nhật: あさぎり型護衛艦) là một lớp tàu khu trục (DD) thuộc biên chế của Lực lượng Phòng vệ trên biển Nhật Bản (JMSDF). Tàu khu trục lớp Asagiri (lấy lại tên của tàu khu trục thuộc Hải quân Đế quốc Nhật Bản thời Chiến tranh thế giới thứ hai) gồm tất cả 8 tàu mang số hiệu từ DD-151 đến DD-158, được đóng trong giai đoạn từ 1986 - 1989 và được đưa và biên chế JMSDF trong những năm từ 1988 – 1991. Các tàu trong lớp Asagiri theo kích thước và lượng choán nước tương đương với các tàu khu trục Type 42 của Anh, mặc dù chúng được đóng muộn hơn.

## Thiết kế
Asagiri là phiên bản mở rộng của lớp tàu khu trục Hatsuyuki thế hệ trước với nhiệm vụ chủ yếu là chống tàu nổi và chống ngầm. Tất cả các tàu khu trục lớp Asagiri đều có cấu trúc thượng tầng hoàn toàn bằng thép. Thân tàu được mở rộng và các cảm biến cập nhật được trang bị trên tàu. Ống khói của tàu khu trục lớp Asagiri được bố trí gần mạn phải và trái của tàu, còn cột buồm phân bố gần mạn bên trái. Điều này giúp giảm sự xuất hiện có hại của các khí thải nóng lên anten của đài radar định vị và các trang thiết bị điện tử khác.
Tàu khu trục lớp Asagiri có chiều dài 137m, rộng 14,6m, mớn nước 4,5m và sâu 8,8m. Tàu có lượng giãn nước khi đầy tải 4.800 tấn, biên chế thủy thủ đoàn 220 người.

## Chỉ huy và kiểm soát
Asagiri được lắp đặt hệ thống định hướng chiến đấu OYQ-6/7. Ban đầu, OYQ-6/7 bao gồm hệ thống máy tính điều khiển AN/UYK-20 và máy trạm AN/UYA-194B (OJ-194B). Trong chương trình hiện đại hóa năm 2015, hệ thống máy tính điều khiển AN/UYQ-20 được thay thế bằng hệ thống OYX-1 do Nhật tự sản xuất trong nước. Hệ thống OYQ-6/7 có thể truyền dữ liệu chiến thuật thông qua Link-11. Asagiri cũng được trang bị thiết bị đầu cuối cho hệ thống MOF. Đối với liên lạc vệ tinh, tàu đươc trang bị hệ thống liên lạc vệ tinh NORA-1C (hoạt động trên băng tần X) dùng để kết nối với vệ tinh SUPERBIRD B2 của Nhật và SHF-SATCOM của Hải quân Mỹ.

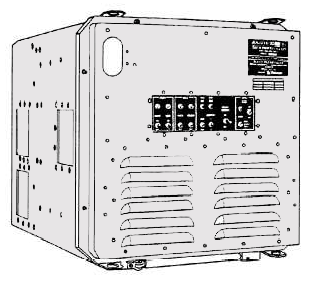
Máy tính điều khiển AN/UYK-20.
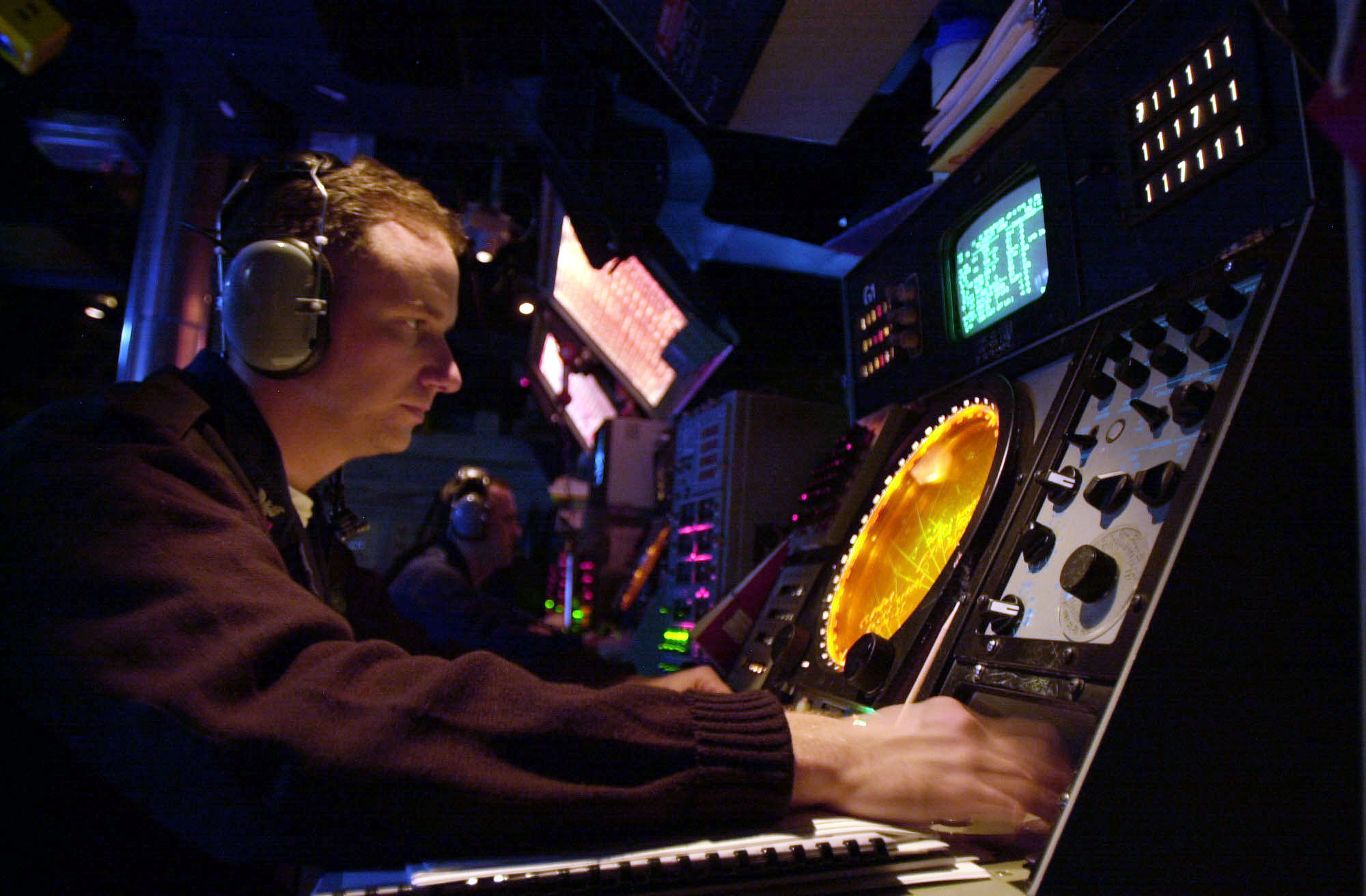
Máy trạm AN/UYA-194B (OJ-194B).

## Tên lửa
Về vũ khí chống hạm, Asagiri được trang bị 2 bệ, mỗi bệ 4 ống phóng kiêm bảo quản dùng cho tên lửa chống hạm RGM-84C Harpoon, RGM-84C có tầm bắn lên đến 130 km. Bệ phóng được thiết kế nghiêng 45 độ và đặt chéo nhau. Để đối phó với các mục tiêu trên không, tàu được trang bị hệ thống phóng Mk-29 (8 ống phóng) ở phía đuôi tàu, trang bị tên lửa đất đối không tầm trung RIM-7 Sea Sparrow. Ban đầu, tàu được trang bị  tên lửa đất đối không RIM-7F, nhưng sau đó nó được cập nhật lên phiên bản RIM-7M

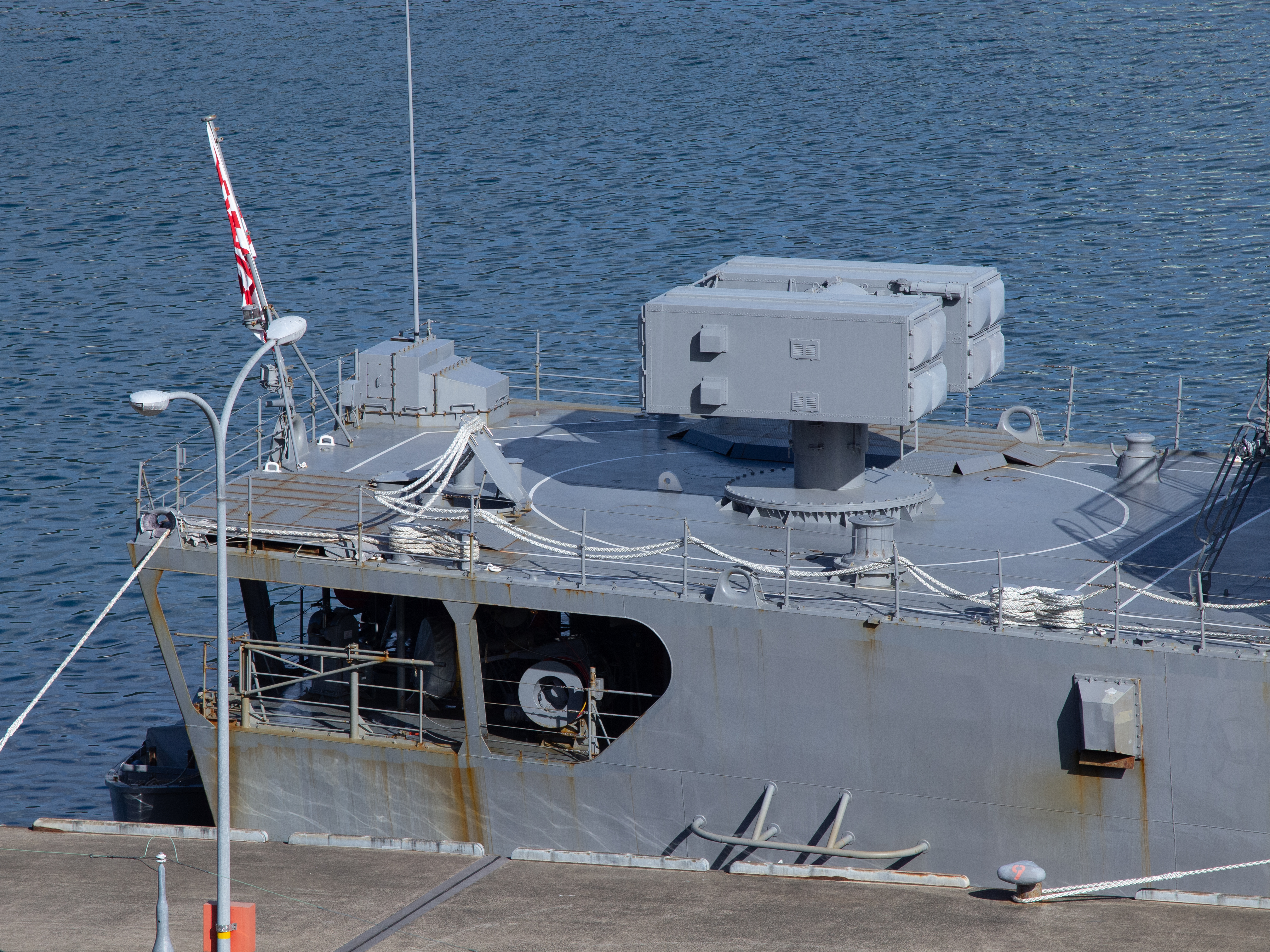
Hệ thống phóng tên lửa Mk-29.
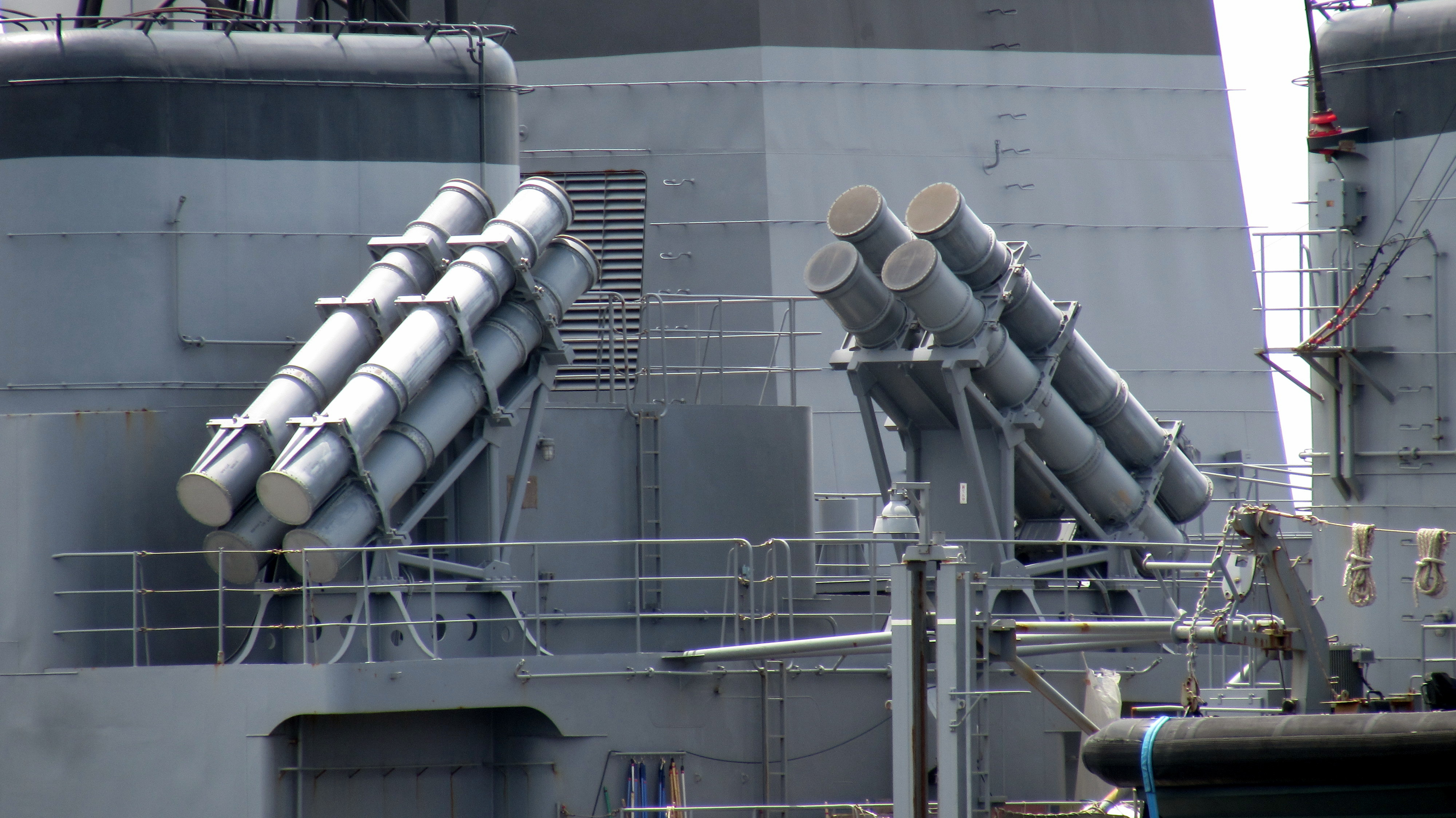
Ống phóng kiêm bảo quản của tên lửa chống hạm RGM-84

## Pháo hạm
Tàu được trang bị một pháo hạm tự động Mk-75 cỡ nòng 76mm/62 do Công ty Japan Steel Works sản xuất theo giấy phép của Công ty OTO Melara, Italia, pháo có tầm bắn 30.000m và có thể bắn tới 120 phát mỗi phút. Hỗ trợ phòng không tầm thấp và đánh chặn tên lửa hành trình là 2 hệ thống pháo phòng không tầm gần Mk-15 Phalanx CIWS.

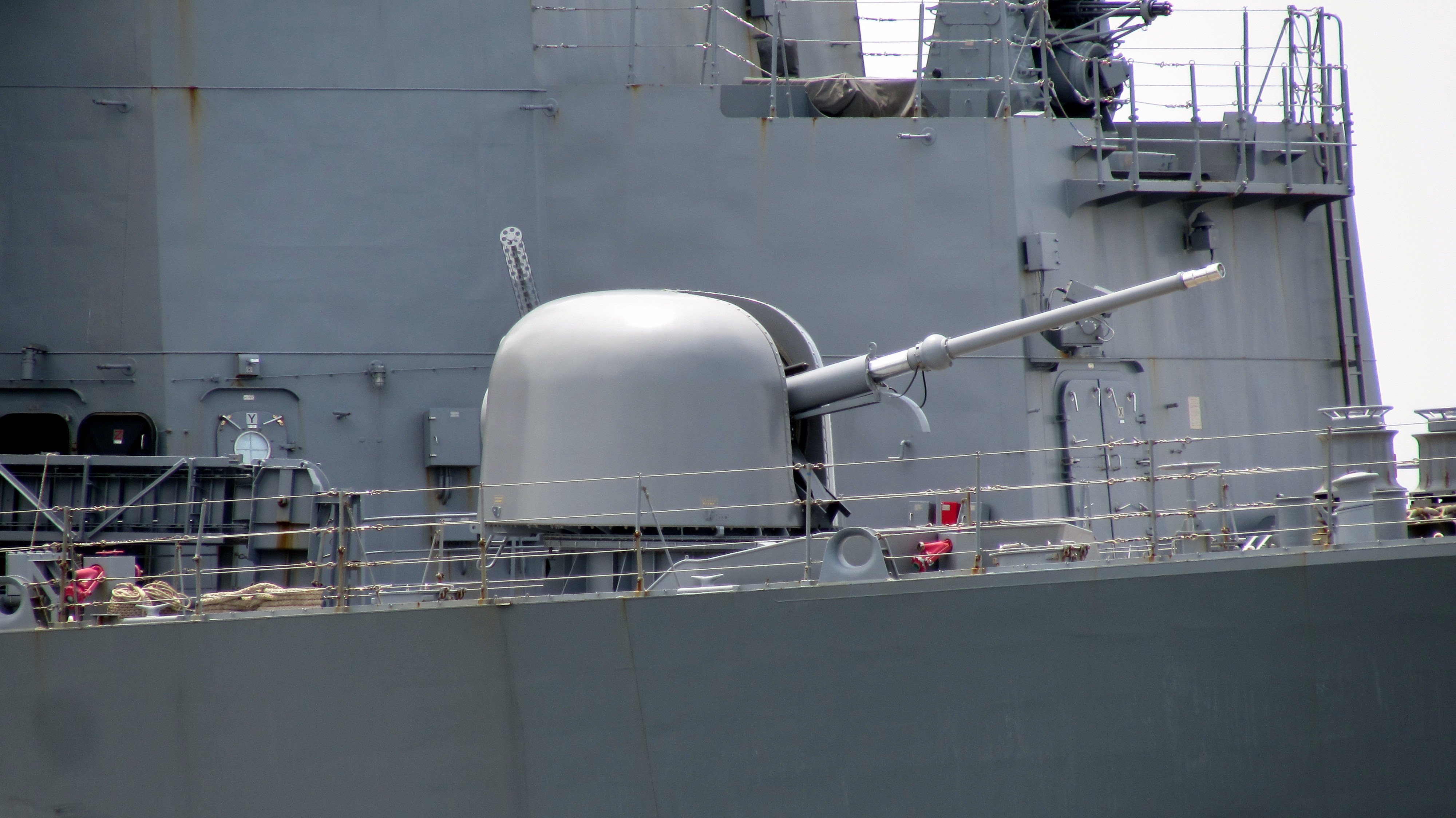
Pháo hạm tự động Mk-75 cỡ nòng 76mm/62.
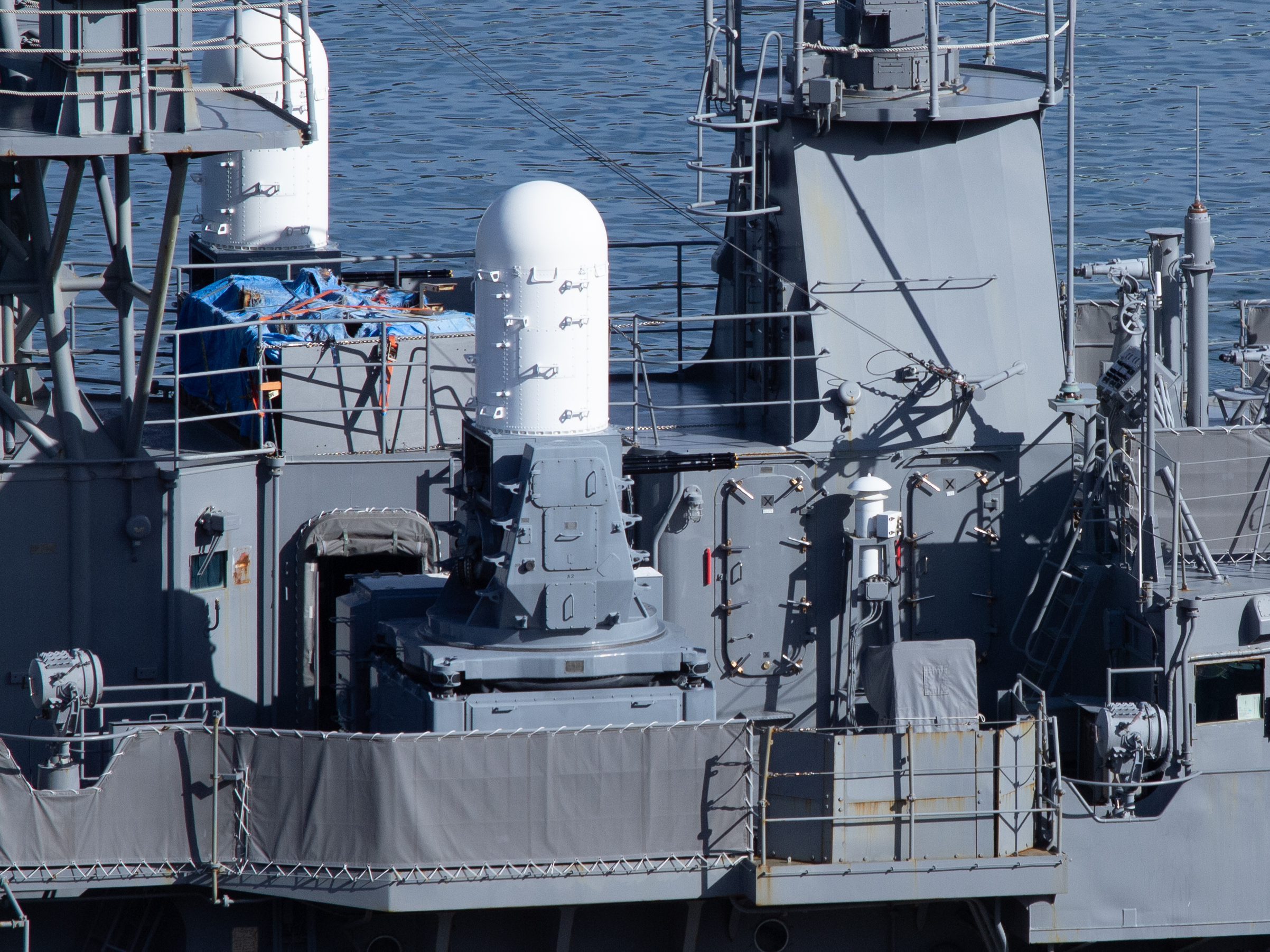
Hệ thống pháo phòng không tầm gần Mk-15 Phalanx.

## Tác chiến chống ngầm
Lớp Asagiri được trang bị hiệu quả cho các hoạt động chống ngầm. Để thực hiện nhiệm vụ chống ngầm, tàu  được lắp đặt hệ thống phóng Mk.16 GMLS tích hợp 8 ống phóng Type 74 (phiên bản Mk-112 của Mỹ do Nhật Bản sản xuất theo giấy phép) phía sau pháo hạm, trong đó các cụm ống phóng có thể nâng hạ gần thẳng đứng để phóng tên lửa chống ngầm RUR-5 ASROC. 2 cụm phóng ngư lôi với 3 ống phóng 324mm HOS-303 (D) trên tàu có thể phóng ngư lôi Mk 73 hoặc Mk 46 Mod.5. Hệ thống phóng được thiết kế có khả năng xoay, điều hướng và bắn từ xa (riêng việc bắn có thể thực hiện tại chỗ bằng tay) nhắm tới mục tiêu cần diệt. Các ống phóng được làm từ vật liệu sợi thủy tinh hoặc kim loại, bên trong ống được bọc một lớp sợi thủy tinh để có thể bảo quản ngư lôi trong điều kiện thời tiết khắc nghiệt của Nhật Bản.

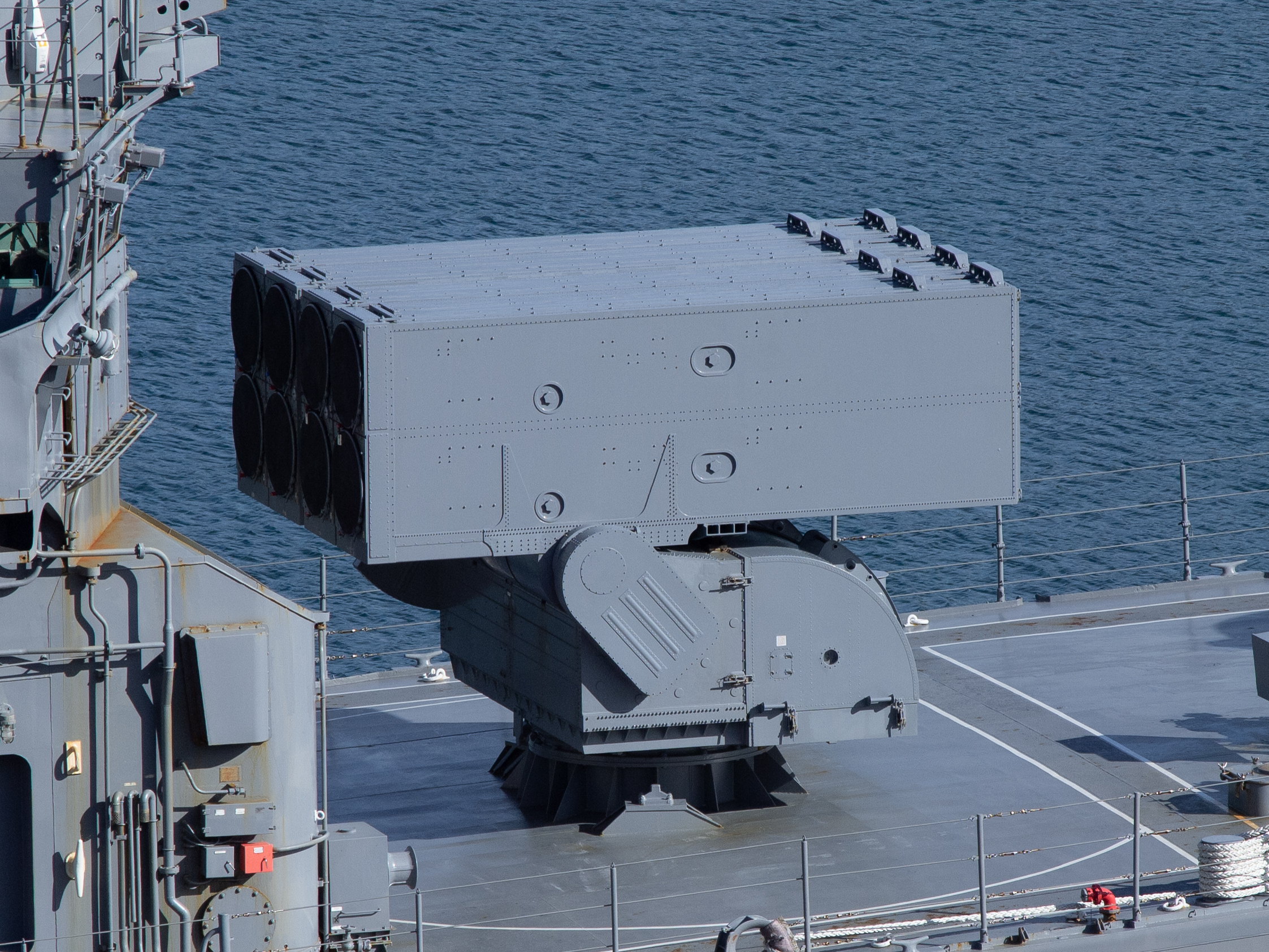
Hệ thống phóng tên lửa chống ngầm Mk.16 GMLS .
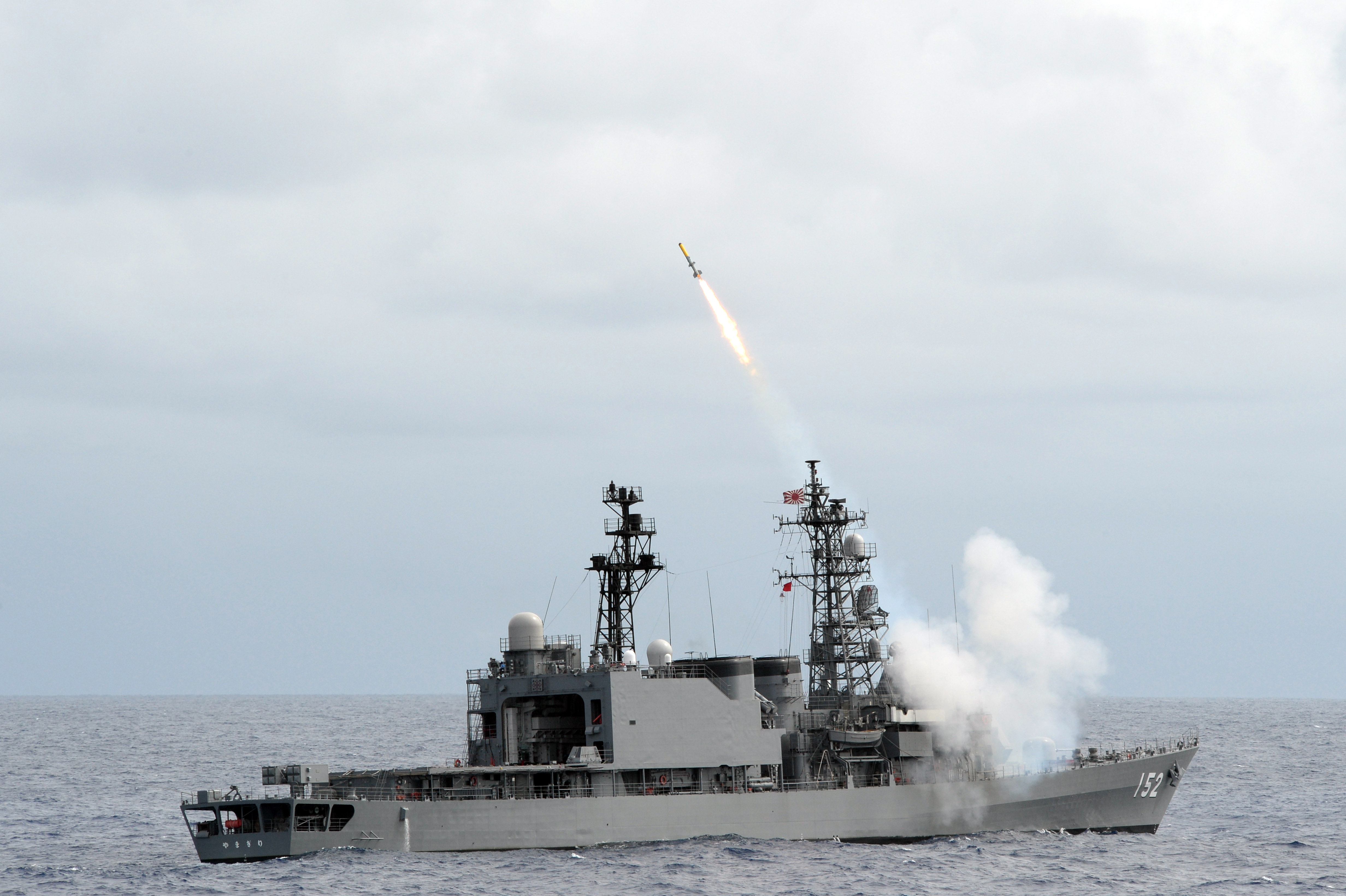
JS Yamagiri phóng tên lửa chống ngầm RUR-5 ASROC.
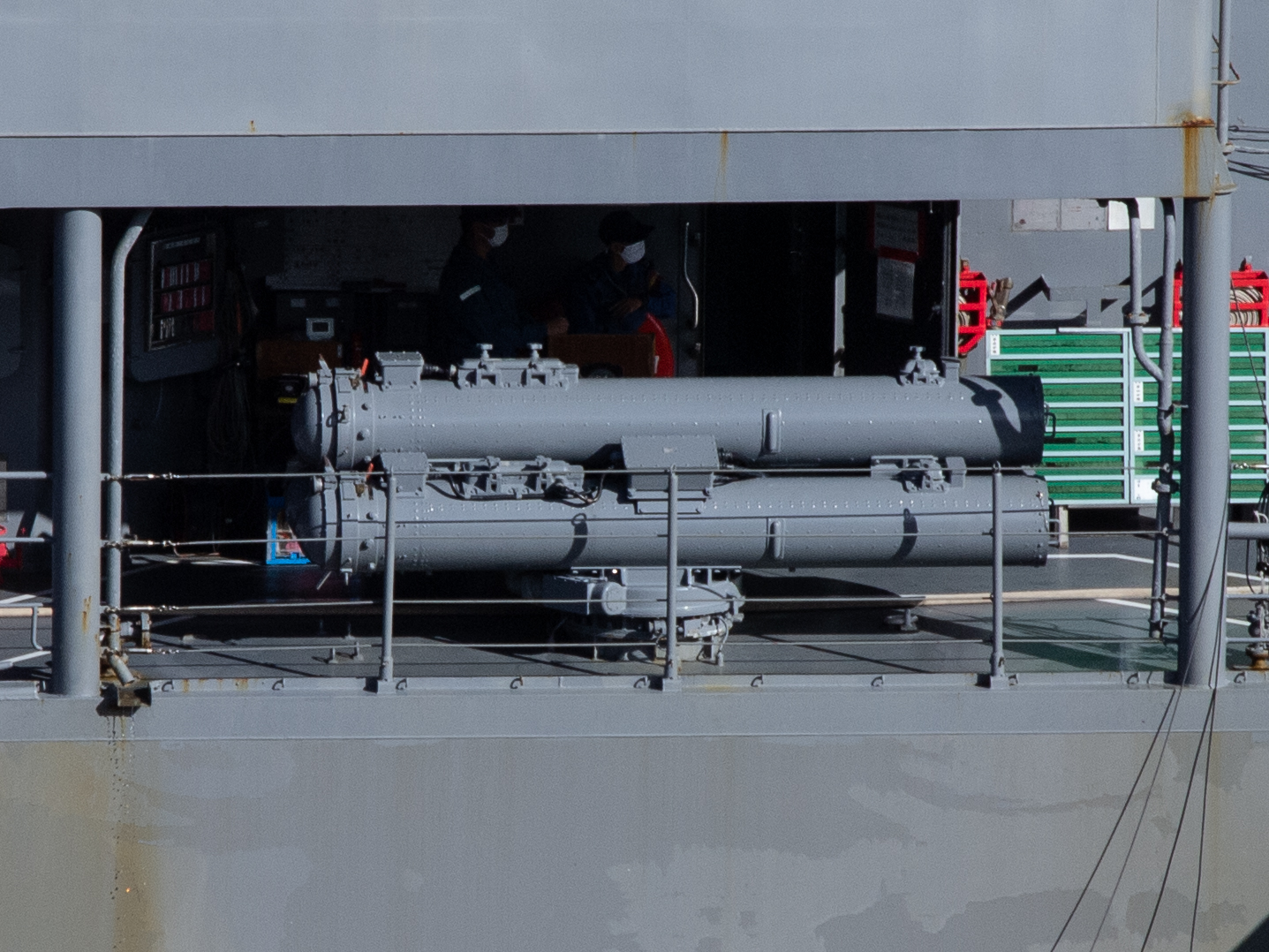
Cụm phóng ngư lôi 3 ống phóng 324mm HOS-303 (D).

## Cảm biến và radar
Các bộ cảm biến của tàu bao gồm hệ thống kiểm soát tác chiến chống ngầm OYQ-101 ASWCS, radar điều khiển hỏa lực FCS-2-12E / G, radar điều khiển hỏa lực FCS-2-22A / 23, radar điều khiển hỏa lực SFCS-6C, radar dẫn đường OPS 20 và radar tìm kiếm mục tiêu mặt nước OPS-28C với khả năng quét theo dõi (tương đương với radar AN/Mk-32 do Mỹ sản xuất). Hệ thống kiểm soát tác chiến chống ngầm OYQ-101 ASWCS bao gồm mảng sonar thụ động chiến thuật dạng mảng kéo OQR-1 và sonar tần số trung bình gắn ở mũi tàu Mitsubishi OQS-4A.
Bốn tàu đầu tiên của lớp Asagiri (DD 151-154) sử dụng radar định vị phát hiện mục tiêu trên không tầm xa OPS-14C (tương đương với radar AN/SPS-49 do Mỹ sản xuất); phần còn lại (DD 155-158) được trang bị radar quét mạng pha điện tử chủ động (AESA) OPS-24 hoạt động trên băng tần L.

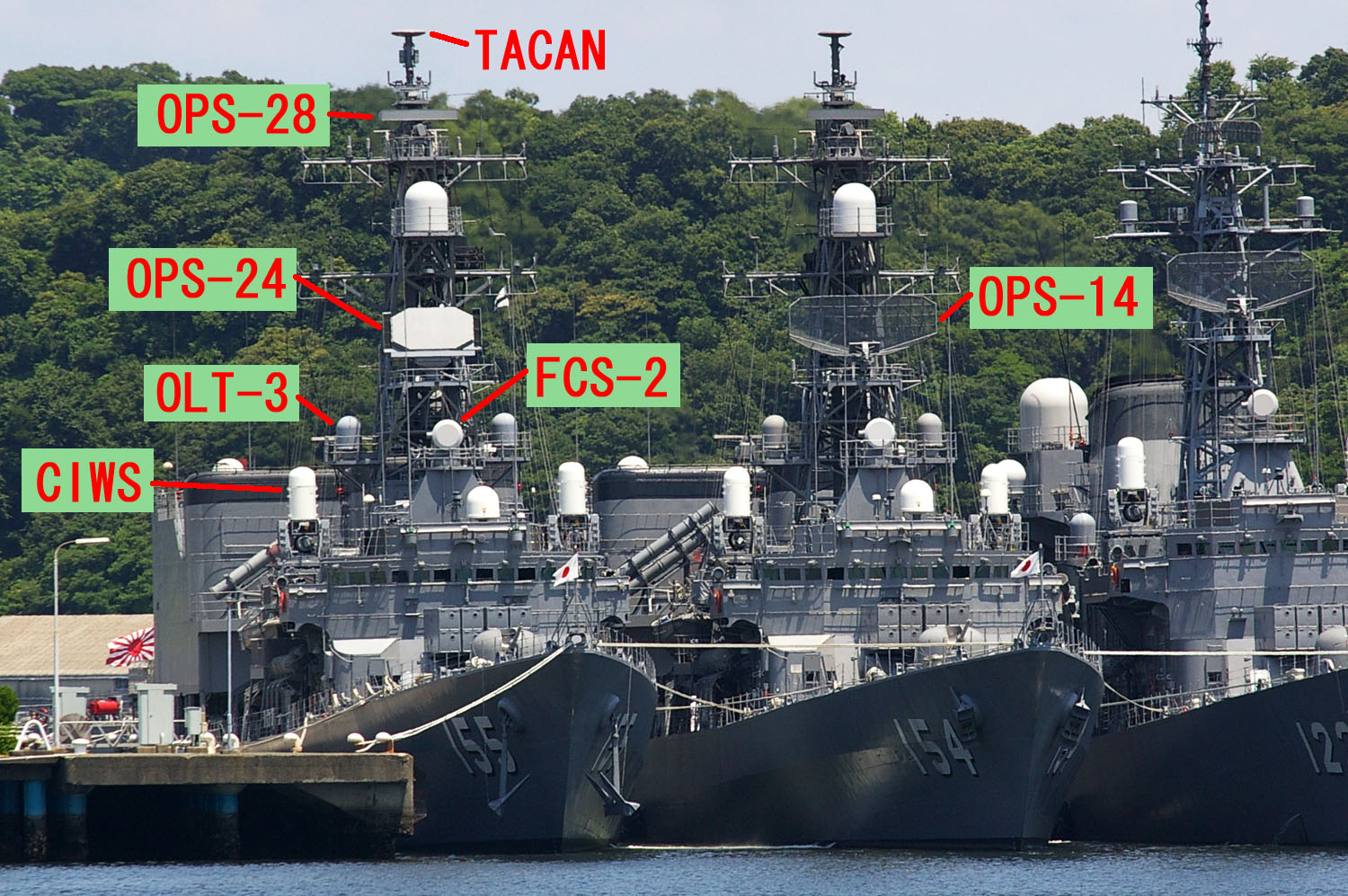
Hệ thống radar bố trí trên cột buồm tàu JS Hamagiri và JS Amagiri
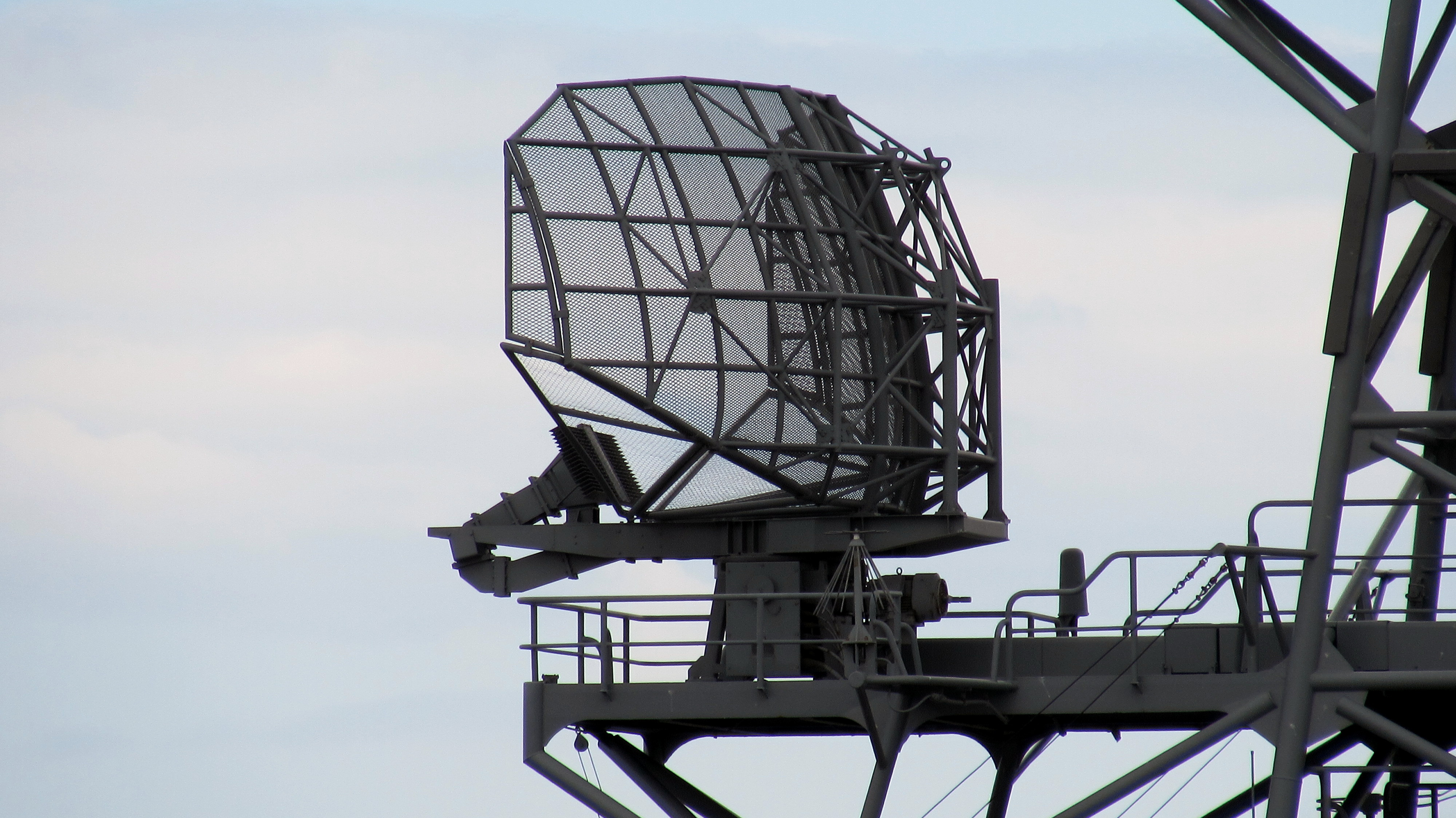
Radar định vị phát hiện mục tiêu trên không tầm xa OPS-14C
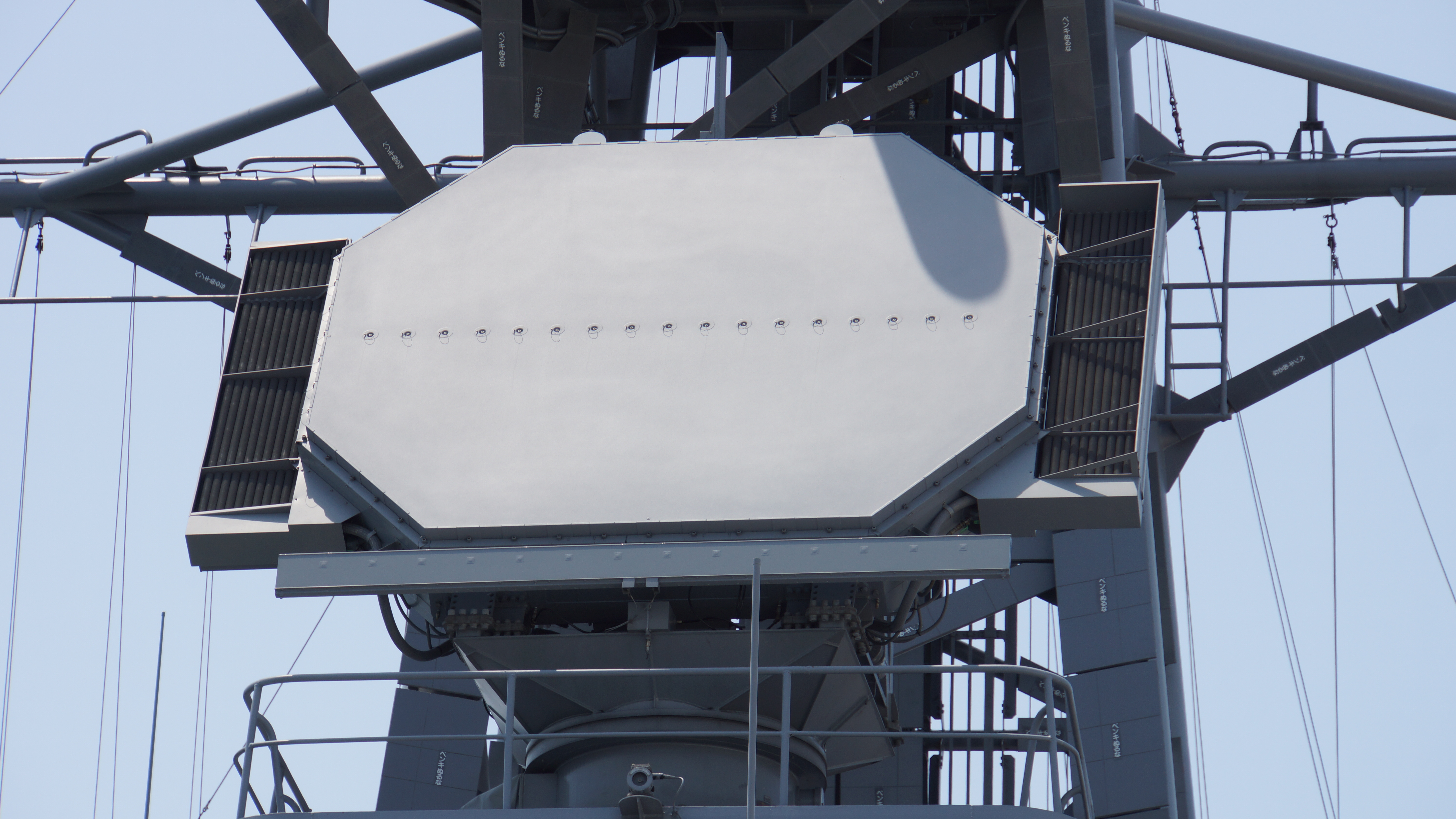
Radar quét mạng pha điện tử chủ động (AESA) OPS-24
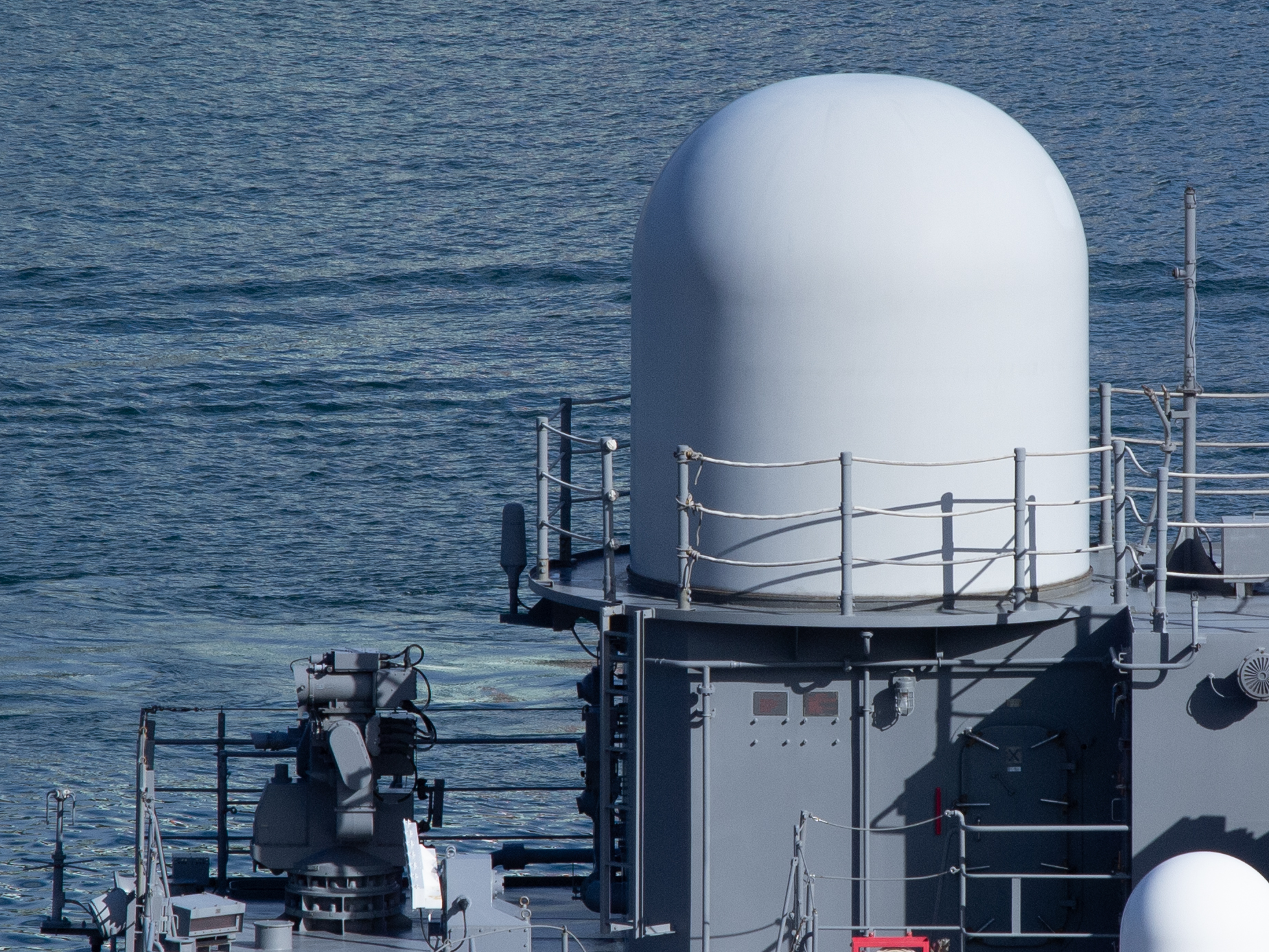
Radar điều khiển hỏa lực FCS-2-12E / G
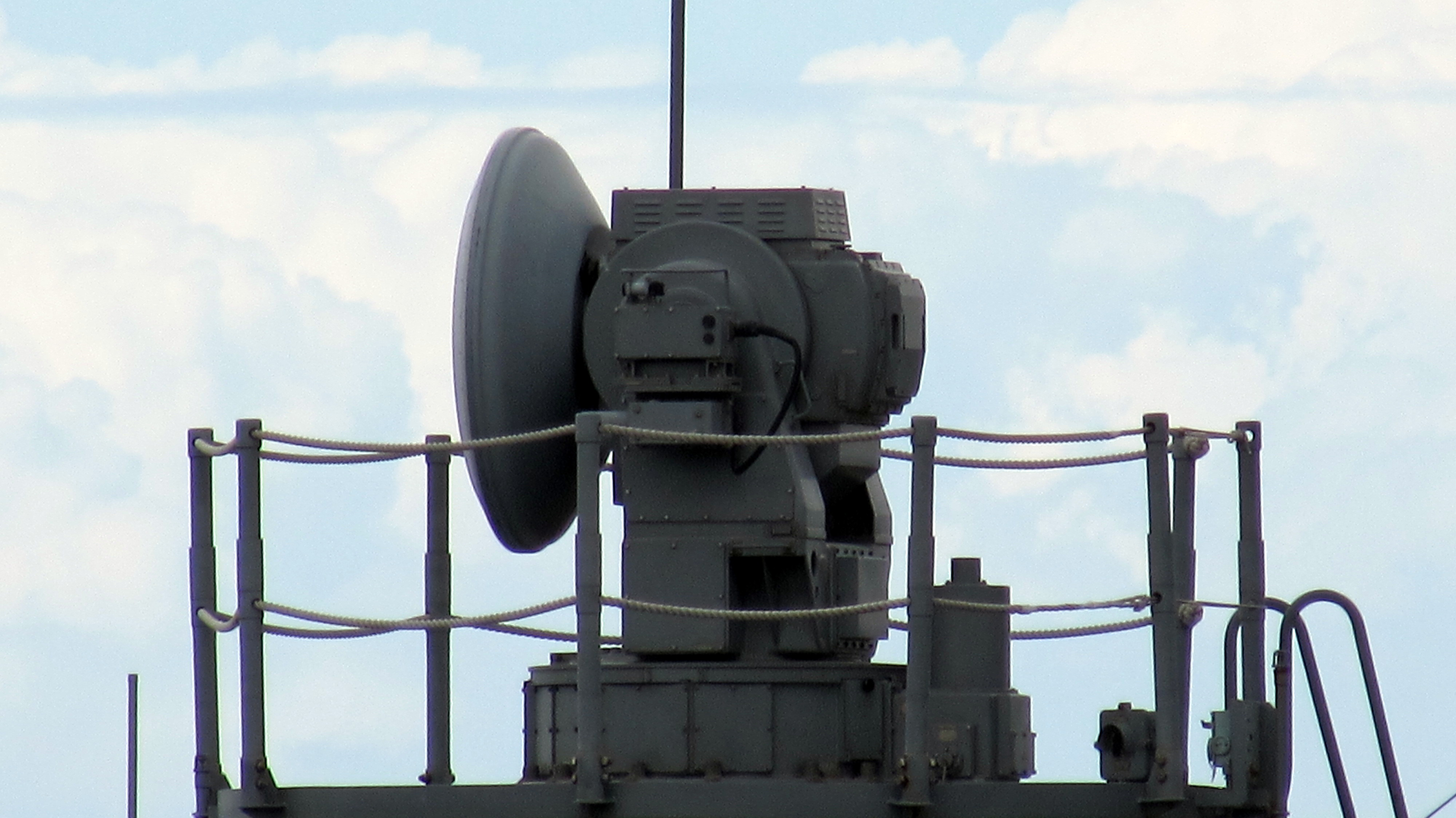
Radar điều khiển hỏa lực FCS-2-22A / 23
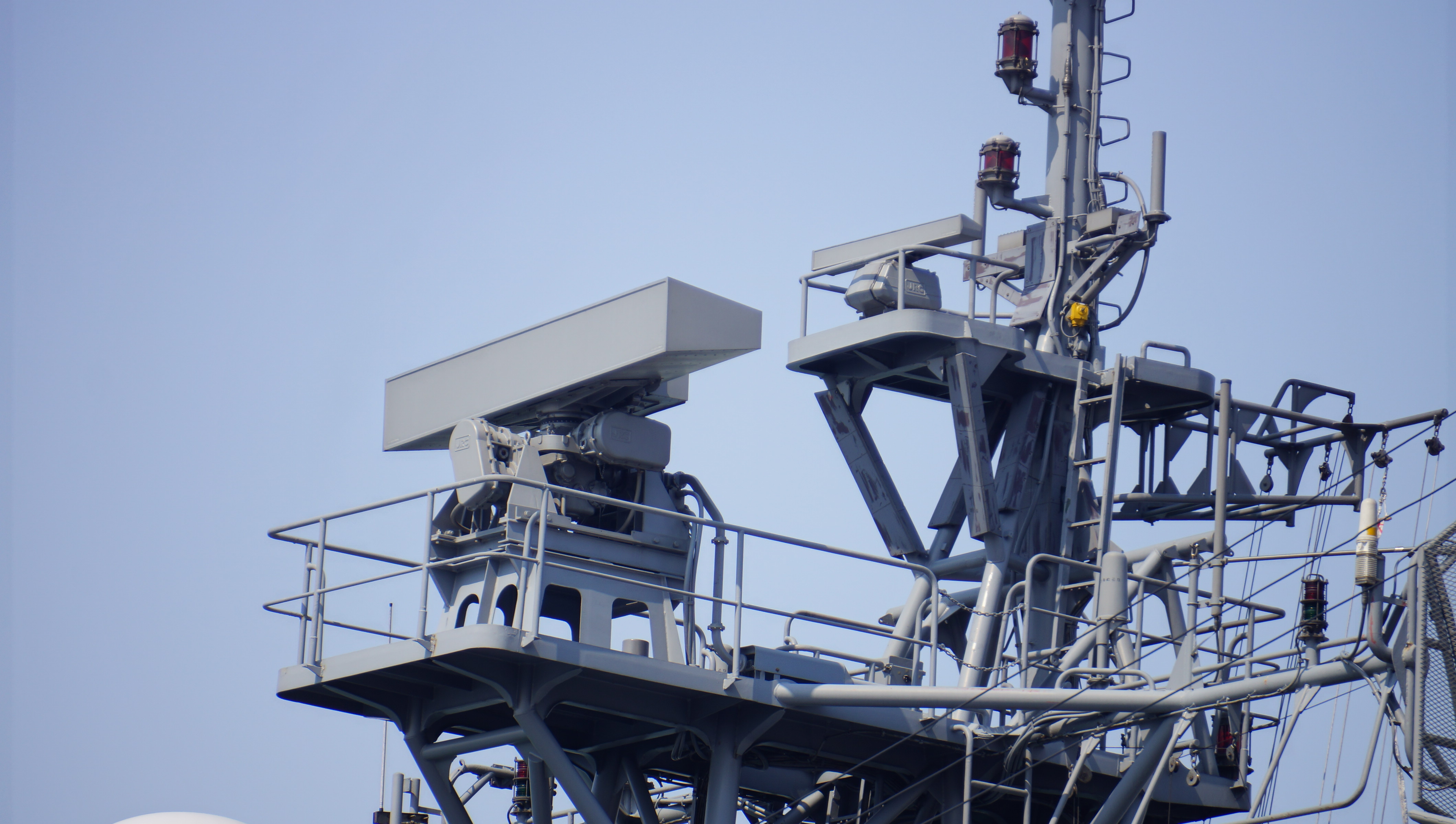
Radar dẫn đường OPS-20 (trên) và  radar tìm kiếm mục tiêu mặt nước OPS-28C (dưới)

## Trực thăng chống ngầm
Đuôi tàu có sàn đáp và nhà chứa cho phép mang theo 2 trực thăng chống ngầm SH-60J/K Sea Hawk, nhưng thực tế thường chỉ có thể mang được 1 chiếc trong các chuyến hải trình. Bên trong nhà chứa trực thăng được bố trí các khu vực kỹ thuật liên quan như khoang bảo dưỡng, kho đạn và linh kiện dự trữ. Việc liên lạc giữa SH-60J/K và tàu mẹ được thực hiện bởi hệ thống liên kết dữ liệu ORQ-1. Ngoài ra, Asagiri còn được tích hợp hệ thống hỗ trợ cất/hạ cánh RAST-J.

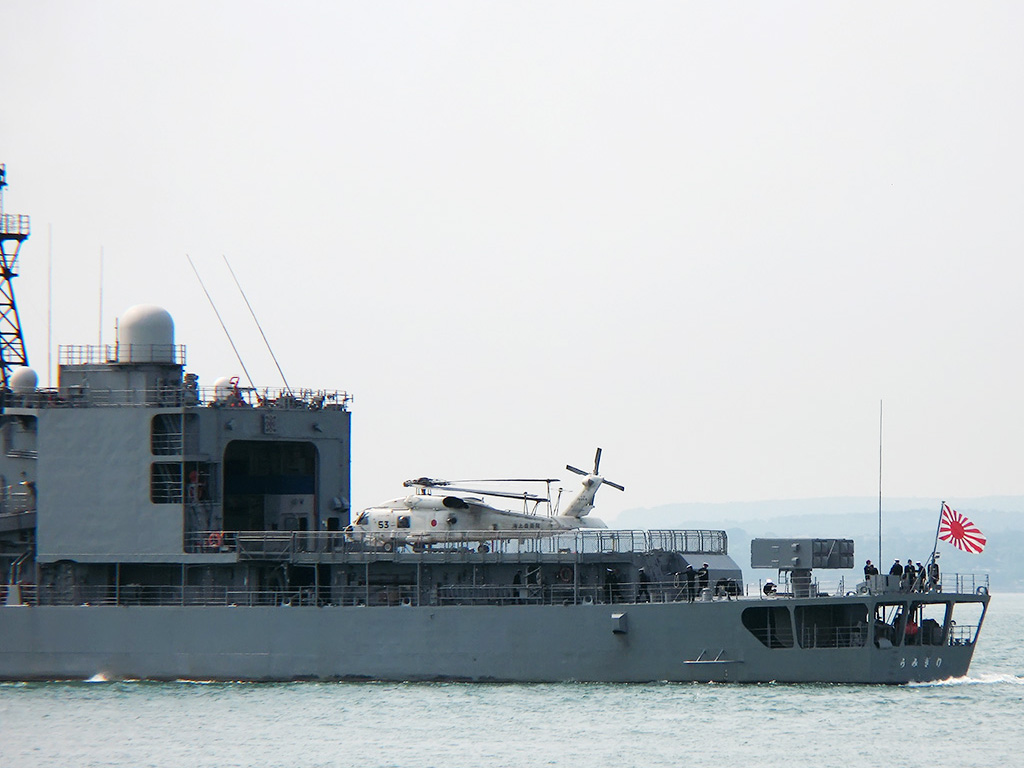
SH-60J đậu trên sàn đáp của tàu JS Umigiri.
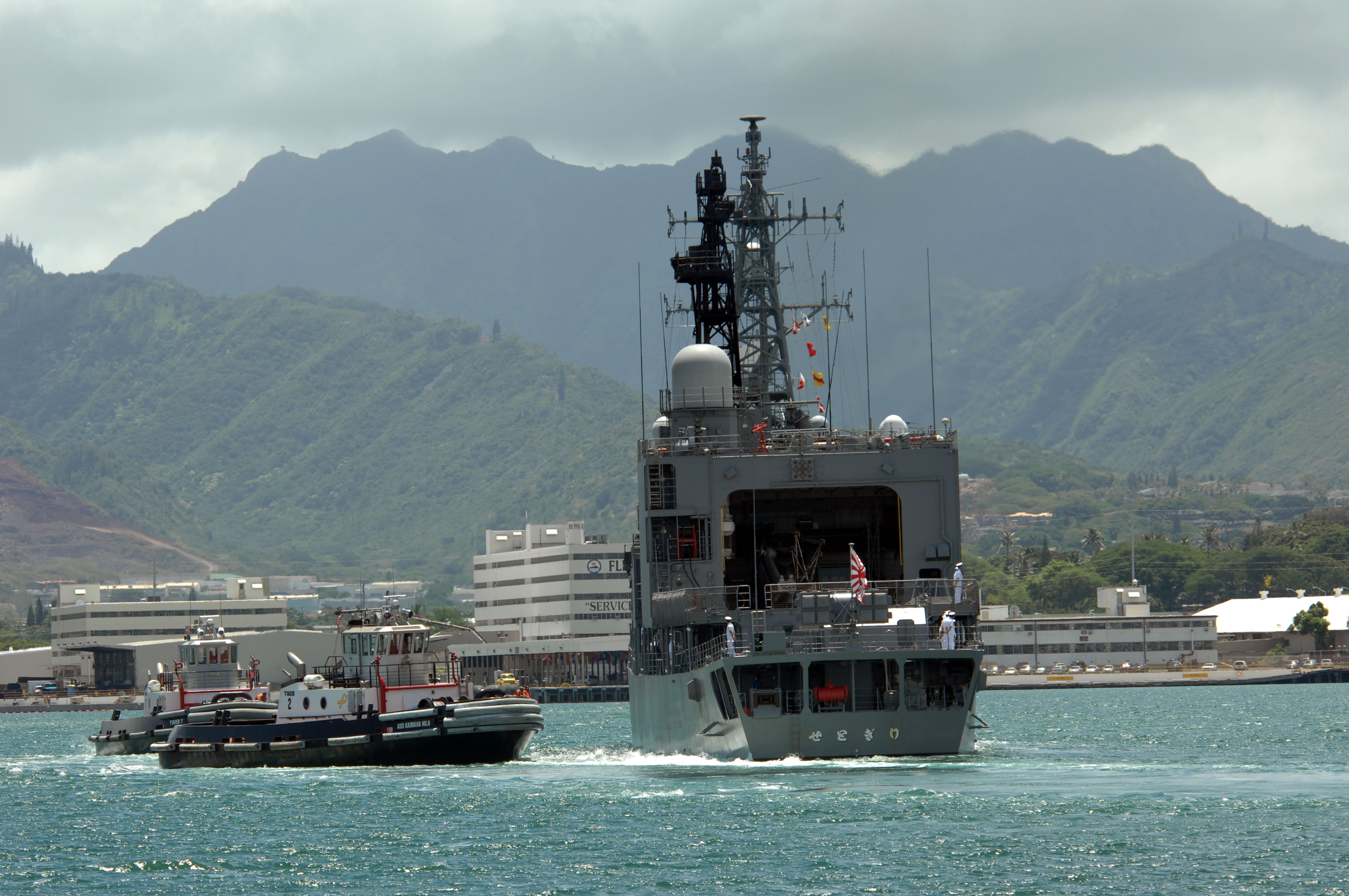
Sàn đáp và nhà chứa trực thăng của JS Setogiri.
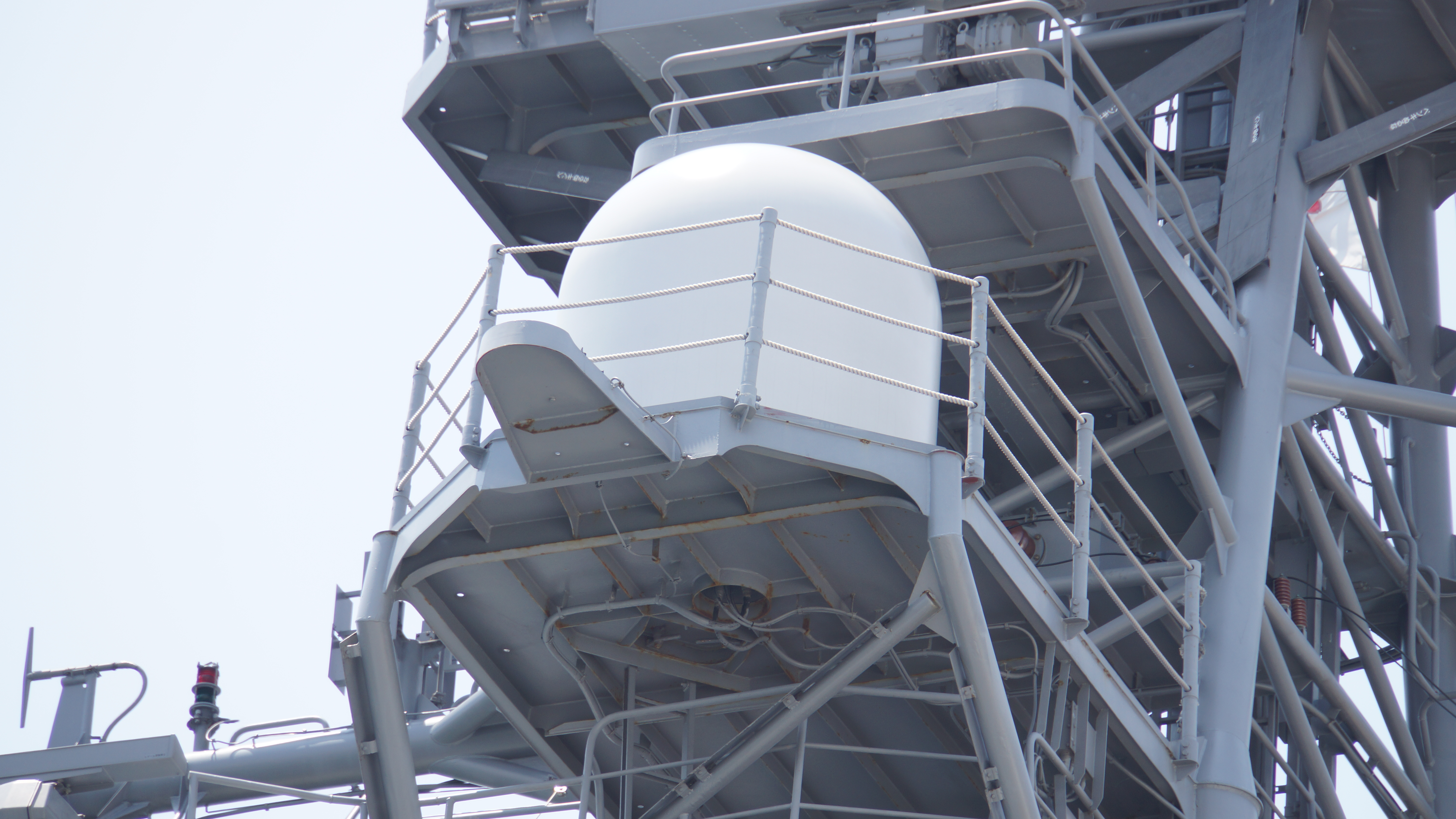
Hệ thống liên kết dữ liệu ORQ-1.

## Tác chiến điện tử
Lớp Asagiri được trang bị hai hệ thống mồi bẫy Mk-137 SRBOC sáu nòng, có chức năng bắn mồi nhử hoặc mồi nhử hồng ngoại để đánh lừa tên lửa chống hạm đang bay tới. Các hệ thống tác chiến điện tử khác bao gồm NOLR-8 và thiết bị gây nhiễu OLT-3. Các hệ thống này được kết nối với nhau để thực hiện việc dò tìm tín hiệu vô tuyến phát từ radar tàu và tên lửa đối phương, đồng thời phát tín hiệu gây nhiễu làm nhiễu đầu dò radar của tên lửa chống hạm, khiến chúng bám theo các mục tiêu ảo hoặc giảm tầm hiệu quả của đầu dò, cho phép tàu tránh được tên lửa.
Ngoài ra, tàu còn có hệ thống nhử mồi ngư lôi kiểu mảng kéo AN/SLQ-25 Nixie do Công ty Argon ST Fairfax, Virginia, sản xuất. AN/SLQ-25 Nixie bao gồm một số mồi bẫy được kéo bằng dây phía sau tàu. Những mồi bẫy này sẽ có khả năng mô phỏng tiếng động phát ra đúng với tần số của các thiết bị trong tàu như động cơ, buồng máy với cường độ lớn hơn để lôi kéo các loại ngư lôi sử dụng đầu dò sonar thụ động về phía nó thay vì lao về phía tàu chiến.

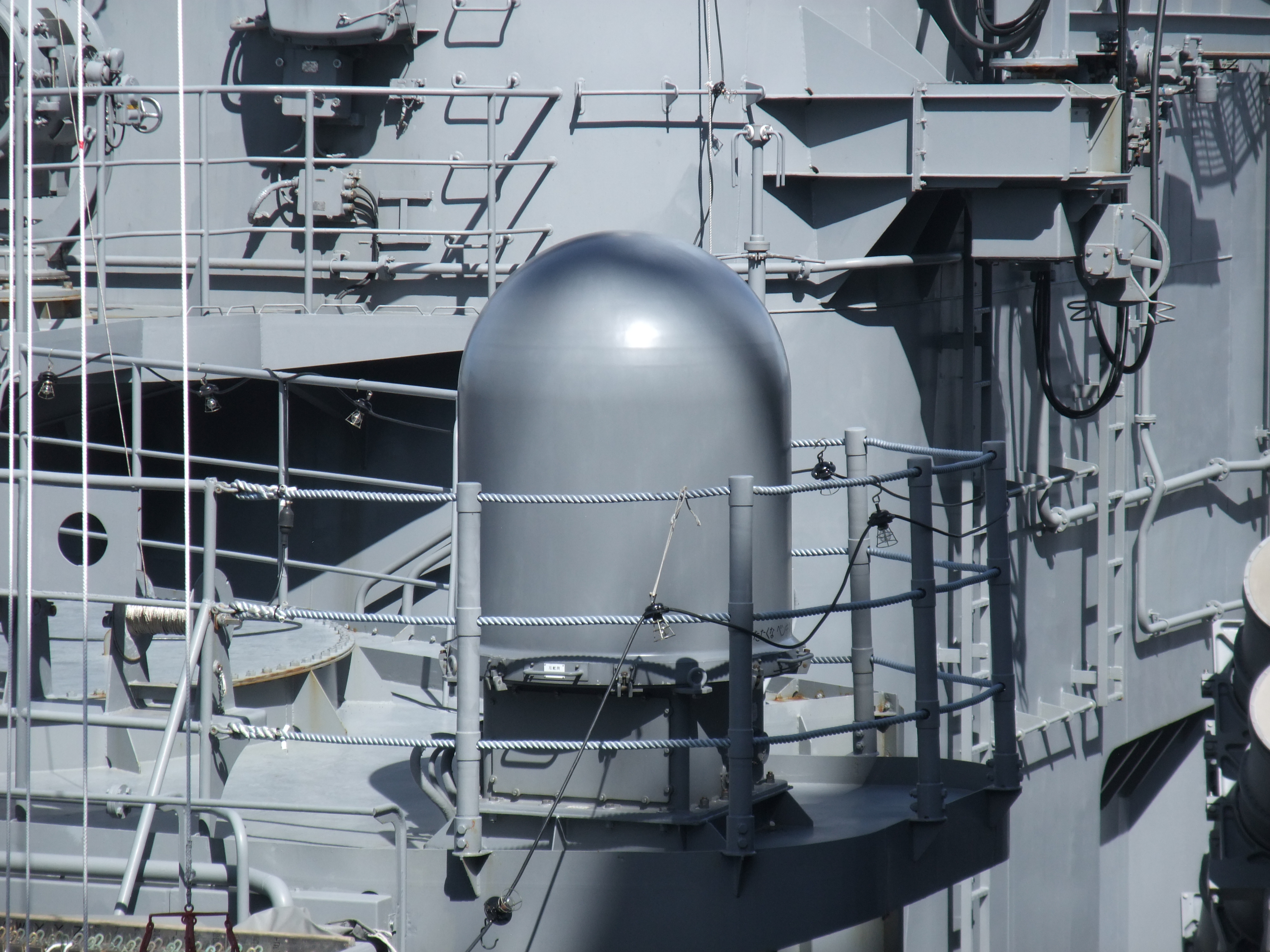
Hệ thống chiến tranh điện tử OLT-3 ECM.
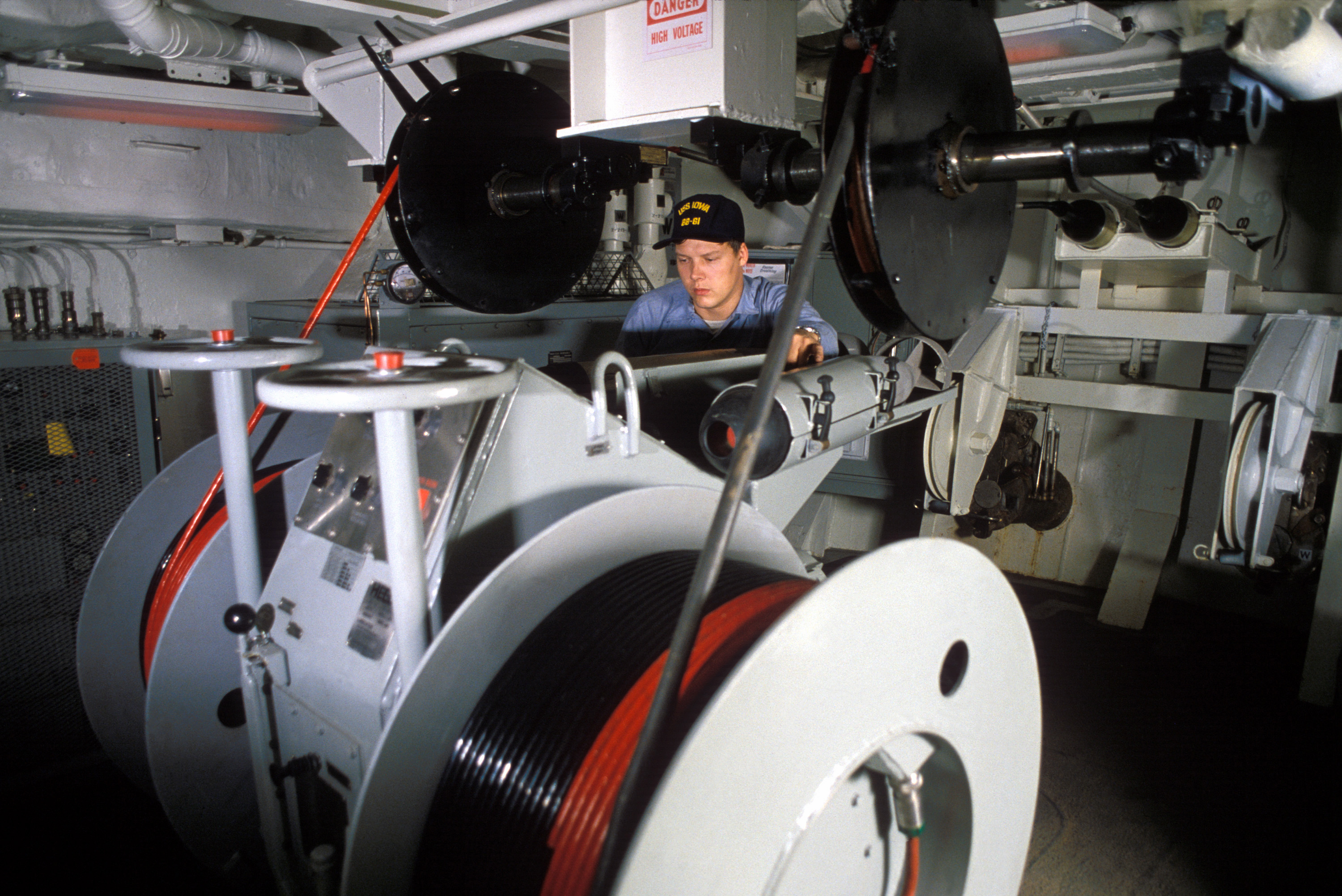
Hệ thống nhử mồi ngư lôi kiểu mảng kéo AN/SLQ-25 Nixie.
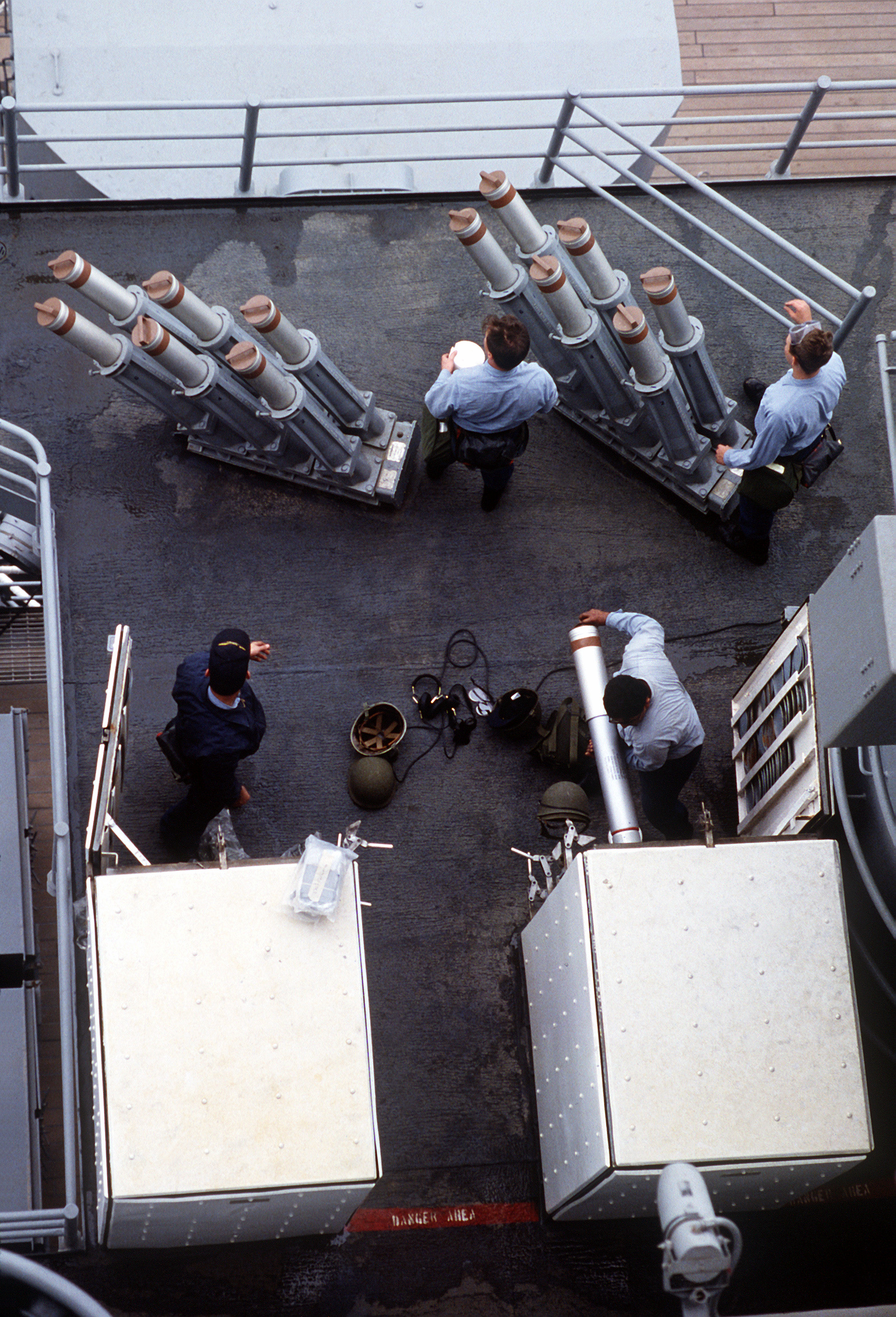
Hệ thống phóng mồi bẫy Mk-137 SRBOC.

## Hệ thống động lực
Tàu khu trục lớp Asagiri được trang bị hệ thống động lực kết hợp tuabin khí COGAG (tức là kiểu hệ thống động cơ kết hợp 2 tuabin khí để quay một chân vịt) bao gồm: 4 động cơ tuabin khí Kawashaki Spey SM1A (sản xuất theo giấy phép của Rolls-Royce) công suất 13.500 mã lực, 2 máy phát điện diesel công suất 600 kW  và 2 máy phát điện tuabin khí Kawasaki M1A-02 công suất 1.000 kW. Các động cơ này kết nối với nhau thông qua 3 hộp số và 2 bộ ly hợp, truyền động ra 2 chân vịt 5 lá cung cấp công suất đầu ra tổng cộng 54.000 mã lực. Sự kết hợp này giúp tiết kiệm nhiên liệu, giảm tối đa tiếng ồn khi hoạt động, đồng thời, giảm chi phí, kéo dài thời gian giữa 2 lần bảo dưỡng. 4 động cơ tuabin khí của tàu có khả năng chuyển từ trạng thái nguội sang trạng thái công suất cực đại trong vòng 15 phút. Ngoài ra, tàu còn được lắp đặt bộ tản nhiệt tiên tiến giúp giảm đối đa bức xạ hồng ngoại khi hoạt động, nâng cao khả năng tránh các biện pháp dò tìm bằng hồng ngoại của đối phương. Hệ thống động lực này giúp tàu đạt tốc độ tối đa đạt 30 hải lý/h (56 km/h) phạm vi hoạt động 6.000 hải lý, tốc độ hành trình 20 hải lý/h, tàu có khả năng hoạt động liên tục 50 ngày trên biển.

## Danh sách
| Hình ảnh | Số hiệu        | Tên      | Khởi đóng  | Hoàn thành | Hoạt động  | Nơi đóng                                                | Cảng nhà | Ghi chú |
| -------- | -------------- | -------- | ---------- | ---------- | ---------- | ------------------------------------------------------- | -------- | --- |
|          | DD-151 TV-3516 | Asagiri  | 13/02/1985 | 19/09/1986 | 17/03/1988 | Nhà máy đóng tàu Tokyo số 1 - IHI Corporation           | Maizuru  | Được chuyển đổi thành tàu huấn luyện (TV-3516) vào ngày 16 tháng 2 năm 2005 và chuyển đổi trở lại thành DD-151 vào tháng 3 năm 2012 |
|          | DD-152 TV-3515 | Yamagiri | 05/02/1986 | 10/10/1987 | 25/01/1989 | Nhà máy đóng tàu Tamano - Mitsui                        | Yokosuka | Được chuyển đổi thành tàu huấn luyện (TV-3515) vào ngày 18 tháng 3 năm 2004 và chuyển đổi trở lại thành DD-152 vào tháng 3 năm 2011 |
|          | DD-153         | Yūgiri   | 25/2/1986  | 21/09/1987 | 28/02/1989 | Nhà máy đóng tàu Uraga - Sumitomo Heavy Industries      | Yokosuka | |
|          | DD-154         | Amagiri  | 03/03/1986 | 09/09/1987 | 17/03/1989 | Nhà máy đóng tàu Tokyo số 1 - IHI Corporation           | Yokosuka | |
|          | DD-155         | Hamagiri | 20/01/1987 | 04/06/1988 | 31/01/1990 | Nhà máy đóng tàu Maizuru - Hitachi                      | Ominato  | |
|          | DD-156         | Setogiri | 09/03/1987 | 12/09/1988 | 14/02/1990 | Nhà máy đóng tàu Maizuru - Hitachi                      | Maizuru  | |
|          | DD-157         | Sawagiri | 14/01/1987 | 25/12/1988 | 16/03/1990 | Nhà máy đóng tàu Nagasaki - Mitsubishi Heavy Industries | Sasebo   | |
|          | DD-158         | Umigiri  | 31/10/1988 | 11/09/1989 | 12/03/1991 | Nhà máy đóng tàu Tokyo số 1 - IHI Corporation           | Kure     | |